# Blue Star SC
El Blue Star SC es un equipo de fútbol de Sri Lanka que juega en la Liga Premier de Sri Lanka, la liga de fútbol más importante del país.

## Historia
Fue fundado en el año 1988 en la localidad de Kalutara y cuenta con 2 títulos de Liga Premier, 1 trofeo Campeón de Campeones. 
A nivel internacional ha participado en 2 torneos continentales, el primero fue en la Copa Presidente de la AFC 2005, donde fue eliminado en las semifinales por el Regar TadAZ de Tayikistán.

## Palmarés
- Liga Premier de Sri Lanka: 2

2004, 2021
- Trofeo Dialog Campeón de Campeones: 1

2005
- Bristol League Division III: 2

1996–97, 1998–99

## Participación en competiciones de la AFC
| Temporada | Torneo                    | Ronda          | Club                   | Casa | Visita | Global   |
| --------- | ------------------------- | -------------- | ---------------------- | ---- | ------ | -------- |
| 2005      | Copa Presidente de la AFC | Fase de grupos | FC Dordoi Bishkek      | No   | 1-8    | 2° Lugar |
| 2005      | Copa Presidente de la AFC | Fase de grupos | WAPDA FC               | No   | 1-0    | 2° Lugar |
| 2005      | Copa Presidente de la AFC | Fase de grupos | Hello United           | No   | 3-2    | 2° Lugar |
| 2005      | Copa Presidente de la AFC | Semifinales    | Regar-TadAZ Tursunzoda | No   | 0-6    | No       |
| 2022      | Copa AFC                  | Preliminar 1   | Machhindra FC          | No   | 2-1    | No       |
| 2022      | Copa AFC                  | Preliminar 2   | ATK Mohun Bagan FC     | No   | 0-5    | No       |